# Torneo de Brasil 2009
El Torneo de Brasil es un evento de tenis perteneciente al ATP World Tour en la serie 250, se juega entre el 9 al 15 de febrero en Costa do Sauípe, Brasil.

## Campeones
- Individuales masculinos:  Tommy Robredo derrota a  Thomaz Bellucci, 6–3, 3–6, 6–4

- Dobles masculinos:  Marcel Granollers /  Tommy Robredo derrotan a  Lucas Arnold Ker /  Juan Mónaco 6–4, 7–5.